# Minona beaglei
Minona beaglei is een platworm (Platyhelminthes). De worm is tweeslachtig. De soort leeft in zout en brak water.
Het geslacht Minona, waarin de platworm wordt geplaatst, wordt tot de familie Monocelididae gerekend. De wetenschappelijke naam van de soort werd voor het eerst geldig gepubliceerd in 1989 door Martens & Curini-Galletti.